# Ambia pedionoma
Ambia pedionoma is een vlinder uit de familie van de grasmotten (Crambidae). De wetenschappelijke naam van de soort is voor het eerst gepubliceerd in 1931 door Reginald James West.
De spanwijdte bedraagt ongeveer 15 millimeter.
De soort is ontdekt in de Filipijnen.